# Middlebury (Nueva York)
Middlebury es un pueblo ubicado en el condado de Wyoming en el estado estadounidense de Nueva York. En el año 2000 tenía una población de 1,508 habitantes y una densidad poblacional de 16 personas por km².

## Geografía
Middlebury se encuentra ubicado en las coordenadas 42°49′29″N 78°8′4″O / 42.82472, -78.13444.

## Demografía
Según la Oficina del Censo en 2000 los ingresos medios por hogar en la localidad eran de $43,125, y los ingresos medios por familia eran $48,000. Los hombres tenían unos ingresos medios de $36,667 frente a los $23,882 para las mujeres. La renta per cápita para la localidad era de $17,032. Alrededor del 5.3% de la población estaban por debajo del umbral de pobreza.